# Кутугерци
Кутугерци е село в Западна България. То се намира в община Кюстендил, област Кюстендил.

## География
Село Кутугерци се намира в планински район, в географската област Каменица, в Чудинската планина, по левия долинен склон на река Бистрица и притока й река Коприва, на 25 км западно от гр. Кюстендил.Надморска височина при бившето училище, сега кметство - 795 м
Част от землището е в Лисец планина, където се издига връх Мъчи баба /1036 м/. Върхът е свързан с легенда за баба, която не е издала на турците откъде минава водопровода за близката крепост "Градището". Завоевателите я оковали в каца и я търкулнали по склона към река Бистрица и така загинала. Върхът в нейна памет е наречен Мъчи баба. През вековете легендата е изменяна, допълвана и поетично украсена.
Най-висок връх в землището на с. Кутугерци е Сама бука /1409 м/.
Селото е разпръснат тип, образувано от основни махали: Поповска с четири подмахали - Цоцинци, Търновци, Долни Кюрчинци, Горни Кюрчинци; Славевци, Пейчовци; Средна с подмахали - Елинкина, Присоярци, Ковачевци, Табанци, Миленови, Рибчини, Мишева;  Каменски дол, Циганска махала,  Бабаянинска . Към 2010 г. някои от махалите са обезлюдени: Циганска, Славевци, Пейчовци, Долни Кюрчинци и др., като тенденцията е още махали и подмахали да се обезлюдят.
Климат: умерен, преходно-континентален, с полупланински характер.
През годините селото принадлежи към следните административно-териториални единици: Община Долно село (1883-1978), кметство към Гюешевска селищна система,(1978-1983), кметство към Гърлянска селищна система (1983-1987) и кметство към Община Кюстендил (от 1987 г.).  От 1952 г. до 2018 г. към с. Кутугерци административно е с. Гурбановци.

## Население
Към есента на 2021 г. постоянно живеещите са 7 души.
| Година    | 1880 | 1900 | 1926 | 1934 | 1946 | 1956 | 1965 | 1975 | 1978 | 1984 | 2010 |
| Население | 249  | 424  | 578  | 552  | 424  | 324  | 156  | 104  | 93   | 74   | 10   |

## История
Няма запазени писмени данни за времето на възникване на селото. Останките от праисторическо, тракийско, късноантично и средновековно селище свидетелстват, че района е населяван от дълбока древност.
Името на село Кутугерци се свързва с разпространението на богомилството през средните векове.
През 1866 г. в селото има 13 домакинства със 70 жители. Жителите тогава са били малко, тъй като някои от махалите административно са били към Церовица, други - към Долно село.
В края на XIX век селото има 7566 декара землище, от които 3177 дка гори, 3032 дка ниви, 55 дка естествени ливади и др.
Основен поминък на селяните са земеделието (ръж, ечемик и овес), животновъдството и домашните занаяти - имало 3 воденици. 
Смесен магазин е имало на жп спирката до 1995 г..След това населението е обслужвано със стоки от първа необходимост с кола.
Доста хора са били с музикални наклонности - свирили са на гъдулка, тамбура, кавал, гайда и др. Музикантите от Циганската махала са свирили на всички общоселски тържества в района. 
Характерно за .хората от селото е, че са ученолюбиви.
През 1895 г. е построена църквата „Свети Йоаким Осоговски“.
Ппрез 1924 г. е открито начално училище. Преди това децата са учили в началното училище в Долно село, а прогимназия - в Гюешево, след това в  Долно село.
През землището на селото минава жп линията Кюстендил-Гюешево, открита през 1910 г. Спирка Кутугерци е  от 1956 г., а спирка Леска, която също е в землището на селото, е от 1972 г. Освен с жп линията,
селото има  и автобусна връзка - с автобус до с.Церовица, всеки петък, през летните месеци..
През 1943 г. в селото се отглеждат 1268 овце, 39 кози, 221 говеда, 63 коня, 1 магаре, 76 свине и 447 домашни птици.
През 1943 г. в местността „Рикачев дол“ са залесени 42 дка акация, бял и черен бор, през 1940 г. в местността „Попов дол“ – 150 дка с бор, през 1944 г. – 80 дка с бор, през 1945 г. в местността „Рикачев дол“ – 20 дка
с бор, през 1946 г. в местността „Селската гора“ – 80 дка с бор, през 1950 г. в местността „чуклето“ – 150 дка с бор.
През 1958 г. заедно със селата Гурбановци и Леска е учредено ТКЗС „Заря“, което от 1960 г. е в състава на ДЗС  Кюстендил, филиал Долно село;  от 1963 г е към ДЗС Раненци , от 1971 г. - към АПК Кюстендил - филиал Долно село;
от 1979 г. – в състава на АПК „Румяна войвода“  Гърляно. Построени са овчарник, обор и няколко частни къщи. Честата смяна на горепосочените  стопански структури /ТКЗС, ДЗС, АПК/ показва,че колективизацията 
в полупланински и планински райони е била неудачна.След 1991 г. е извършена ликвидация на колективните структури, земята е върната на бившите 
собственици или техни наследници, разпродадени са кооперативните сгради и инвентарар. Земята запустява, старите овошки и дъбовата /церова/ гора са обхванати масово от лишеи, увеличава се популацията
на дивите прасета, които преорават като булдозери пътища, ниви, ливади, дори и дворовете на къщите.
Селото е електрифицирано (1966) 
Водоснабдено (1967) от местни водоизточници. 
Характерна е чешмата-"топлик" при мах. Цоцинци, непосредствено до асфалтовия път. Водата целогодишно е с постоянна температура - 12 градуса - приятна за пиене и зиме, и лете.
Активни миграционни процеси.

## Религии
Село Кутугерци принадлежи в църковно-административно отношение към Софийска епархия, архиерейско наместничество Кюстендил. Населението изповядва източното православие.

## Исторически, културни и природни забележителности
Многовековен дъб в Поповска махала - над 600 години, вече изгорял от пожар, предизвикан от близкия електропровод.
Църква „Свети Йоаким Осоговски“. Построена е през 1895 г. в местността "Стублица", в североизточната част на селото, на надморска височина 1175 м, високо  над последните къщи, сред дъбова  и близка букова гора, на мястото на стар манастир, от майстор Стоимен от село Дождевица. Представлява еднокорабна едноапсидна постройка. От запад  четири дървени стълба поддържат аркадата от дървена направа. Градежът е от камъни и кал. Иконостасът е датиран от 1905 г., като иконостасните икони са рисувани от живописеца Евстатий Попдимитров от село Осой, сега в Северна Македония.
- Оброк „Свети Йоан Бильобер“ (Еньовден). Намира се на около 1400 м. югозападно от църквата, в местността „Рамняк“ при Средна махала.
- Архитектурен паметник – пирамида на загиналите във войните през 1912-1913 г, 1915-1918 г. и 1944-1945 г. Построен през 1949 г. до училището. През м. август 2022 г. на мястото на премахнатата петолъчка е поставен християнски кръст, изработен и дарен от майстора-каменоделец Слави Славев от с. Пиперков чифлик.

## Редовни събития
- Всяка година се провежда войнишка служба пред сградата на кметството на 6 септември, в памет на загиналите от селото 30 души във войните от 1912-1945 г. Службата е започнала да се провежда от 1925 г , прекъсната е през 1953 г. и е възобновена през 2002 г. Тя е единствената в района в памет на загинали  войници.
- Курбани на Георгьовден, Спасовден, Богородица (28 август).
- От 2003 г. е възстановена службата с курбан на 16 август, до черквата "Св. Яким Осоговски", в памет на светеца.